# Vaux (Bastogne)
Pour les articles homonymes, voir Vaux.
Vaux est un village belge de la commune et ville de Bastogne situé en Région wallonne dans la province de Luxembourg.
Avant la fusion des communes, Vaux faisait partie de la commune de Noville.

## Situation
Vaux est une localité traversée par le ruisseau de Petite-Eau appelé localement ruisseau de Vaux. Deux axes routiers importants passent de chaque côté du village sans le traverser : l'autoroute E25 à l'ouest et la route nationale 30 Liège-Bastogne à l'est.
La ville de Bastogne se trouve à 11 km au sud.

## Description
Cette localité ardennaise étire ses habitations sur les deux rives et les versants en pente douce du ruisseau de Petite-Eau. Les constructions les plus anciennes sont des fermettes bâties en pierre de schiste ou de grès dont les encadrements des portes et des fenêtres sont parées de brique rouge. De nombreuses habitations de construction récente se sont implantées le long de la route menant au petit hameau de Fagnoux.

## Patrimoine
La chapelle Saint Monon a été construite en 1907 en moellons de grès et pierre de taille. Comme beaucoup de constructions du village, la chapelle fut endommagée pendant la Bataille des Ardennes et restaurée peu après.
La maison Caprasse, gentilhommière classée.
Vaux compte aussi un ancien moulin à eau situé sur un bief de la Petite-Eau.

## Activités
Vaux compte un club de football, la Royale Entente Sportive Vaux-Noville dont les terrains et les installations se trouvent sur les hauteurs du village.
Plusieurs gîtes ruraux se situent dans le village.